# Diaphone mossambicensis
Diaphone mossambicensis là một loài bướm đêm trong họ Noctuidae.